# 1266.
◄ | 12. stoljeće | 13. stoljeće | 14. stoljeće | ►
◄ | 1230-ih | 1240-ih | 1250-ih | 1260-ih | 1270-ih | 1280-ih | 1290-ih | ►
◄◄ | ◄ | 1263. | 1264. | 1265. | 1266. | 1267. | 1268. | 1269. | ► | ►►
Arhitektura • Astronomija • Glazba • Knjige • Književnost • Kršćanstvo • Medicina • Pravo • Promet • Znanost

## Rođenja
- Margareta od Villehardouina, grčka plemkinja francuskog podrijetla († 1315.)

## Vanjske poveznice
|  | Zajednički poslužitelj ima još gradiva o temi 1266. |